# Szar-kali-szarri
Szar-kali-szarri (akad. Šar-kali-šarrī, tłum. „król wszystkich królów”) − król z dynastii akadyjskiej, syn i następca Naram-Sina, panował w latach ok. 2217–2193 p.n.e.
Szar-kali-szarri objął władzę nad Imperium Akadyjskim po trwającym 37 lat panowaniu jego ojca – Naram-Sina. W tym czasie lud jego był nękany przez nieustanne najazdy Gutejów, którzy  wyspecjalizowali się w wojnie podjazdowej. Ten rodzaj walki był podyktowany geograficznym położeniem miejsca osiedlenia Gutejów, Góry Zagros. Ich głównym celem były dorodne stada bydła Akadyjczyków. Szar-kali-szarri w czasie 25-letniego panowania, do roku 2193 p.n.e. nie uporał się z najazdami Gutejów.